# Astreopora lambertsi
Astreopora lambertsi är en korallart som beskrevs av Karl von Moll och George Newton Best 1984. Astreopora lambertsi ingår i släktet Astreopora och familjen Acroporidae. Inga underarter finns listade i Catalogue of Life.